# Hi Hi PUFFY Club
Hi Hi PUFFY Club (o más precisamente Hi Hi PUFFY Bu, Hi Hi PUFFY 部 Hi Hi PUFFY kurabu?) es un programa televisivo del grupo japonés Puffy AmiYumi. Es una versión de acción real que estrenó en TV Asahi el 5 de julio de 2006. El programa es protagonizado por Ami Onuki y Yumi Yoshimura y su video de apertura está en estilo de manga, donde la canción Shall We Dance? del álbum Splurge es el tema principal.
La pronunciación del nombre en japonés es Hi Hi PUFFY Bu y es un juego de palabras nipón, sin embargo en occidente es llamado Hi Hi Puffy Club.

## Lista de episodios
1. 05/07/06 第1回放送 - En este episodio explican por qué nombraron el show de esa forma.
2. 12/07/06 第2回放送 - En este episodio construyen una bicicleta
3. 19/07/06 第3回放送 - En este episodio juegan con autos de control remoto.
4. 26/07/06 第4回放送 - En este episodio hicieron un sombrero y un posa vasos.
5. 02/08/06 第5回放送 - En este episodio aprendieron a montar caballos
6. 09/08/06 第6回放送 - continuación del episodio anterior
7. 16/08/06 第7回放送 - En este episodio jugaron con osos de peluche.
8. 23/08/06 第8回放送 - En este episodio comieron "Nagashi-Somen", remodelaron una cabina fotográfica e hicieron una ocarina.
9. 30/08/06 第9回放送 -
10. 06/09/06 第10回放送 -
11. 13/09/06 第11回放送 - PUFFY toma una prueba física con Mr. Pierre Taki

## Enlaces relacionados
- Puffy AmiYumi
- Hi Hi Puffy AmiYumi
- Pa-Pa-Pa-Pa-Puffy

## Enlaces
- Hi Hi PUFFY Bu Sitio oficial (en japonés)
  - Noticias
  - En la próxima semana...
  - Lista de episodios

- Datos: Q5750402